# Fight Club 2 – Faustkampf im Barrio
Fight Club 2 – Faustkampf im Barrio (Originaltitel Barrio Brawler) ist ein US-amerikanischer Actionfilm aus dem Jahr 2013 von Jose Montesinos, der auch für das Drehbuch und den Filmschnitt verantwortlich war.

## Handlung
Kampfsportlehrer Carlos Castillo hat sich aufgrund seiner eigenen Kampfschule hoch verschuldet. Außerdem hat er damit zu kämpfen, dass seine Oma im Sterben liegt und seine Ex-Frau in einer Beziehung mit einem Kenpo-Kämpfer ist. Verzweifelt sucht er Rat und Hilfe bei seinem Bruder Ricky. Dieser ist finanziell allerdings ähnlich aufgestellt wie Carlos. Zum Pech seines Bruders handelt es sich bei dem Gläubiger um einen berüchtigten und skrupellosen Verbrecher der Mafia. Daher sind die Brüder gezwungen, schnell an Geld zu kommen und die Schulden abzubauen.
Sie erhalten ausgerechnet von der Mafia den Tipp, beim finanziell gut dotierten Kampfwettbewerb „Barrio Brawl“ teilzunehmen. Bei diesem Kampfwettbewerb gibt es keine Limits oder Regeln und immer steht das eigene Leben auf dem Spiel. Da Ricky Drogen verkaufte, aber diese mit Mehl streckte und außerdem sich an der Barkasse bediente, fällt er in Ungnade. Daher beordert Morales die Brüder in seine Villa und erpresst Carlos, seinen Bruder zu töten, wenn er seine Befehle nicht befolgt. Es kommt zum Kampf, in diesem Ricky scheinbar von Chuy erschossen wird. Während des Kampfes schlägt sich Eduardo auf die Seite der Brüder. Nachdem Carlos Chuy fast zu Tode prügelt, befiehlt Morales, dass Eduardo sowohl Carlos als auch Chuy erschießen soll. Dieser erschießt allerdings Morales. Später taucht der angeschossene, aber noch lebendige Ricky auf. Eduardo gibt preis, dass er nun der Boss ist, er den Brüder die Schulden erlässt, wenn die beiden für ihn arbeiten. Carlos setzt seine Karriere als Kampfsportlehrer fort.

## Hintergrund
Der Film wurde im kalifornischen San Francisco gedreht. Am 25. Juni 2013 erschien der Film in den USA. In Deutschland erschien der Film unter anderen unter den Titeln Fight Club 2 oder Fight Company – Faustkampf im Barrio.
Der deutschsprachige Filmtitel ist eine Anspielung auf den Film Fight Club unter anderen mit Brad Pitt aus dem Jahr 1999.
In kleineren Rollen sind Kampfsportler wie Jake Shields oder Gilbert Melendez zu sehen.

## Rezeption
„Unorigineller Prügelfilm ohne jede Nähe zum titelgebenden Brad-Pitt-Blockbuster; eine mit viel Latino-Flair versehene Martial-Arts-Variante von Billigproduzent Asylum.“

Auf Game World wird die schauspielerische Leistung von Hauptdarsteller Alvarez gelobt, der viel Charisma mitbringe jede Szene dominieren würde. Final wird der Film als vorhersehbar und schlicht gestrickt bezeichnet.
Im Audience Score, der Zuschauerwertung auf Rotten Tomatoes, hat der Film bei mehr als 50 Bewertungen eine Wertung von 44 %. In der Internet Movie Database hat der Film bei über 350 Stimmabgaben eine Wertung von 4,2 von 10,0 möglichen Sternen (Stand: August 2024).